# Cuarzo de impacto

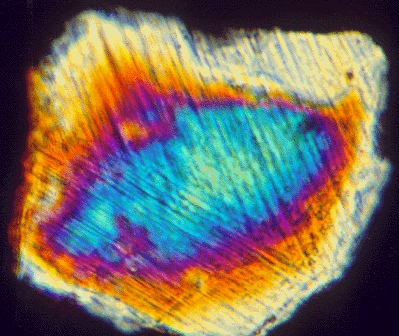
Muestra de cuarzo de impacto proveniente de un cráter de impacto meteórico de la Bahía de Chesapeake

El cuarzo de impacto es una forma de cuarzo que, al ser estudiado al microscopio, muestra que la estructura del mineral se encuentra desplazada a lo largo de planos cristalográficos. A estos planos se les llama Rasgos de Deformación Planar (PDFs). 
Este desplazamiento solo puede producirse con elevadas presiones, (pero no solamente elevada temperatura). Esta es la razón por la que la presencia de cuarzo de impacto en la superficie terrestre tiende a demostrar una colisión, normalmente de algún aerolito contra la superficie del planeta.

## Descubrimiento
El cuarzo de impacto se descubrió durante ensayos subterráneos con bombas nucleares, ya que se dan las condiciones de presión necesarias para que se forme. Posteriormente, Eugene Shoemaker demostró que también se encuentra en los cráteres de impacto meteoríticos, como el cráter Barringer. Su presencia es uno de los indicios que se usan para determinar si una estructura se ha producido por un impacto meteorítico o por actividad volcánica, ya que esta última no genera tales presiones.